# Zygodon runcinatus
Zygodon runcinatus är en bladmossart som beskrevs av C. Müller 1899. Zygodon runcinatus ingår i släktet ärgmossor, och familjen Orthotrichaceae. Inga underarter finns listade i Catalogue of Life.